# Parafia Świętego Maksymiliana Kolbego w Pewli Wielkiej
Parafia Świętego Maksymiliana Kolbego w Pewli Wielkiej – parafia rzymskokatolicka znajdująca się w Pewli Wielkiej. Należy do dekanatu Jeleśnia diecezji bielsko-żywieckiej.